# شبوط فضي
شبوط فضي (الاسم العلمي: Rastrineobola argentea)، المعروف أيضا باسم عومة «سردين» بحيرة فيكتوريا، موكيني، أومينا (باللغة المحلية)، هو نوع من الأسماك السطحية، تعيش في المياه العذبة تنتمي إلى فصيلة الشبوطيات، يوجد الشبوط الفضي في شرق إفريقيا. وهو العضو الوحيد في جنس Rastrineobola.